# Jean Lescure (biologiste)
Pour les articles homonymes, voir Lescure.
Jean Lescure, né le 5 septembre 1932, est un herpétologiste français.

## Biographie
Né en 1932, Jean Lescure est docteur en sciences naturelles à Paris en 1965, chercheur au laboratoire de zoologie reptiles et amphibiens du muséum national d'histoire naturelle de Paris, il est expert des tortues marines auprès de la CEE et président de la Société herpétologique de France de 1981 à 1987 et de 1991 à 1995. C'est un spécialiste de l'herpétofaune guyanaise. Il a été membre fondateur de la Société française de systématique.

## Taxons nommés en son honneur
- Rhinella lescurei Fouquet, Gaucher, Blanc & Vélez-Rodriguez, 2007.

## Quelques taxons décrits
- Adelophryne Hoogmoed & Lescure, 1984
- Adelophryne adiastola Hoogmoed & Lescure, 1984
- Adelophryne gutturosa Hoogmoed & Lescure, 1984
- Anomaloglossus degranvillei (Lescure, 1975)
- Atelopus barbotini Lescure, 1981
- Atelopus franciscus Lescure, 1974
- Atelopus hoogmoedi Lescure, 1974
- Dendropsophus gaucheri (Lescure & Marty, 2000)
- Indotyphlidae Lescure, Renous & Gasc, 1986
- Pristimantis aaptus (Lynch & Lescure, 1980)
- Pristimantis gutturalis (Hoogmoed, Lynch & Lescure, 1977)
- Pristimantis lythrodes (Lynch & Lescure, 1980)
- Scinax jolyi Lescure & Marty, 2000
- Synapturanus mirandaribeiroi Nelson & Lescure, 1975

## Publications
- Michel Delsol, Jean-Marie Exbrayat, Janine Flatin et Jean Lescure, « Particularités du groupe des Batraciens Apodes », Bulletin mensuel de la Société linnéenne de Lyon, vol. 49, no 6,‎ juin 1980, p. 370-379 (ISSN 0366-1326, DOI 10.3406/linly.1980.10433, lire en ligne)
- Jean Lescure, « La naissance de l’Herpétologie », Bulletin de la Société Herpétologique de France, no 101,‎ 2002, p. 5-27 (ISSN 0754-9962)
- Jean Lescure, « Histoire de l’herpétologie et de l’herpétofaune françaises » (10e Rencontres Bourgogne-Nature), Revue scientifique Bourgogne-Nature, no 20 « Cent ans de remue-ménage dans la Nature »,‎ 2014, p. 175-181 (ISSN 1777-1226, lire en ligne [PDF])

## Ouvrages
- Atlas des amphibiens de Guyane, avec Christian Marty, 2000  (ISBN 978-2856535295)
- L'étymologie des noms d'amphibiens et de reptiles d'Europe, avec Bernard Le Garff, 2006  (ISBN 978-2701141428)
- Atlas des amphibiens et reptiles de la Seine-Saint-Denis, avec Jean-Christophe de Massary, François Oger, Société herpétologique de France, 2010  (ISBN 978-2914817424).